# Marie-Jeanne Widera
Marie-Jeanne Widera (* 9. März 1987 in Remscheid) ist eine deutsche Synchronsprecherin, Dialogregisseurin und Dialogbuchautorin.

## Leben
Marie-Jeanne Widera wuchs in Remscheid auf, wo sie am Röntgen-Gymnasium ihr Abitur abschloss. Danach studierte sie Germanistik und Romanistik an der Bergischen Universität in Wuppertal. Zwischen 2015 und 2017 besuchte sie eine Schauspielschule in Düsseldorf und verkörperte währenddessen und im folgenden Jahr mehrere Kleinstrollen für deutsche Fernsehproduktionen.
Ab 2019 übernahm sie verschiedene Sprechrollen als Synchronsprecherin. Hierbei wirkte sie sowohl bei Anime-Filmen und -Serien mit, wie auch in amerikanischen Animationsserien. Dabei verlieh sie auch tragenden Rollen und Hauptrollen ihre Stimme, etwa bei Beelzebub, My Hero Academia: Heroes Rising oder Rainbow High.
Seit 2020 ist sie für Tonwerk München @Alpha Postproduktion und Rescue Film ebenfalls als Dialogbuchautorin und Dialogregisseurin tätig. Als Dialogbuchautorin war sie etwa für The Misfit of Demon King Academy, Cells at Work! Black und Eromanga Sensei tätig, als Dialogregisseurin verantwortet sie die Übersetzung für The Misfit of Demon King Academy, Cells at Work! Black und für über hundert Episoden der Serie One Piece. Auch bei der Netflix-Adaption von One Piece wurde sie neben Daniel Schlauch als Co-Regie aufgeführt.

## Filmografie

### Synchronsprecherin
- 2019: Miho Okasaki als Maria in The Magnificent Kotobuki
- 2020: Kana Asumi als Chinami Umihara in We Never Learn
- 2020: Mio Imada als Slice in My Hero Academia The Movie: Heroes Rising
- 2021: Chiwa Saitō als Charlotte Flambé in One Piece
- ab 2020: Jenny Yokobori als Jade Hunter in Rainbow High
- 2021: Lynn als Leukozyt L-8787 in Cells at Work! Code Black
- 2021: Eri Suzuki als Tokino Himekawa in Saekano: How to Raise a Boring Girlfriend
- 2022: Rena Motomura als Kanemoto in Fortune Favors Lady Nikuko
- 2022: Aya Gomazuru als Kin'u in Yashahime: Princess Half-Demon
- 2023: Miyuki Sawashiro als Beelzebub in Beelzebub
- 2024: Mariya Ise als Scarlet in The Grimm Variations
- 2024: Yōko Hikasa als Kaede Saitou in Encouragement of Climb

### Dialogbuchautorin
- Haganai – I don’t have many friends (Diverse Folgen)[5]
- Kuroko’s Basketball (Diverse Folgen)
- Magical Girl Raising Project (Diverse Folgen)
- One Piece (Diverse Folgen (786–1000))
- Cells at Work! Code Black (Gesamte Serie)
- Eromanga Sensei (Gesamte Serie)[6]
- The Misfit of Demon King Academy (Gesamte Serie)
- Baki Hanma
- Saekano: How to Raise a Boring Girlfriend
- Fortune Favors Lady Nikuko
- Der fantastische Yellow Yeti
- Yashahime: Princess Half-Demon
- Beelzebub
- Gyeongseong Creature
- The Grimm Variations

### Dialogregisseurin
- One Piece (ab Folge 828)
- Cells at Work! Code Black (Gesamte Serie)
- The Misfit of Demon King Academy (Gesamte Serie)
- Rainbow High (Staffel 2, 3)
- Fortune Favors Lady Nikuko
- Der fantastische Yellow Yeti
- Yashahime: Princess Half-Demon
- One Piece (Netflix)
- Beelzebub
- The Grimm Variations
- Mermaid Magic – Die magische Welt der Meerjungfrauen